# Poisson d'argent
Lepisma saccharina · Lépisme
Pour les articles homonymes, voir Poisson (homonymie) et Poisson d'Argent (récompense).
 (avril 2013).
Si vous disposez d'ouvrages ou d'articles de référence ou si vous connaissez des sites web de qualité traitant du thème abordé ici, merci de compléter l'article en donnant les références utiles à sa vérifiabilité et en les liant à la section « Notes et références ».
Espèce
Le poisson d'argent (Lepisma saccharinea), ou lépisme, est une espèce d'insectes aptères de l'ordre des zygentomes et de la famille des Lepismatidae. Il est parfois encore désigné comme appartenant à l'ordre des thysanoures, bien que cet ordre ne soit plus reconnu.

## Description
Mesurant entre 10 et 15 mm adulte, le lépisme a une tête pourvue d'yeux à facettes partiellement développés, tête prolongée par deux longues antennes. Son corps aplati est couvert d'écailles. Il est surnommé « poisson d'argent » en raison de ses écailles qui lui donnent un aspect métallique et par ses mouvements rapides évoquant la nage d'un poisson. Son abdomen se termine par trois longs prolongements fins (les deux latéraux sont appelés cerques, le médian, couvert de soies, s'appelle l'épiprocte).
Les jeunes sont blancs et prennent la couleur argentée trois à quatre semaines après leur naissance. Les œufs sont blanchâtres et ovales et mesurent environ 0,8 mm de longueur. Le lépisme étant amétabole, le développement larvaire s'effectue par mues successives sans modifications notables de l'aspect général. Un lépisme vit en moyenne trois ans. Les populations croissent lentement malgré l'absence de prédateurs.

## Habitat
Le lépisme est originaire des régions tropicales et s'est adapté aux régions tempérées par la suite. Commun en forêt parmi les feuilles mortes, dans la litière et au bas des troncs d'arbres, dans les habitations, notamment dans les cuisines, les rebords des fenêtres, les salles de bains et les toilettes ; il affectionne particulièrement les milieux poussiéreux et les locaux humides et chauds : un taux d'humidité supérieur à 75 % ainsi qu'une température de 27 °C semblent propices à son développement.
Lucifuge, plutôt nocturne, il est très habile et véloce pour se réfugier dans des fissures et autres passages étroits (notamment sous les plinthes) des habitations. Il se retrouve généralement dans une habitation en raison de son déplacement accidentel par l'homme via un moyen de transport en bois, carton ou papier tel une boîte. Plusieurs espèces vivent exclusivement dans des nids de fourmis, sur des modes parasitaires ou symbiotiques, suivant les espèces.

## Nutrition
Polyphage, il se nourrit de détritus, denrées alimentaires, moisissures, exuvies d'acariens, poils d'animaux, cheveux au sol, papier, coton, lin, soie, viscose… Il peut demeurer plusieurs mois sans s'alimenter et est donc résistant aux « famines » imposées par les logements d'une propreté impeccable. Sa présence dans une habitation humaine n'est donc pas synonyme de malpropreté.

## Relations avec les humains

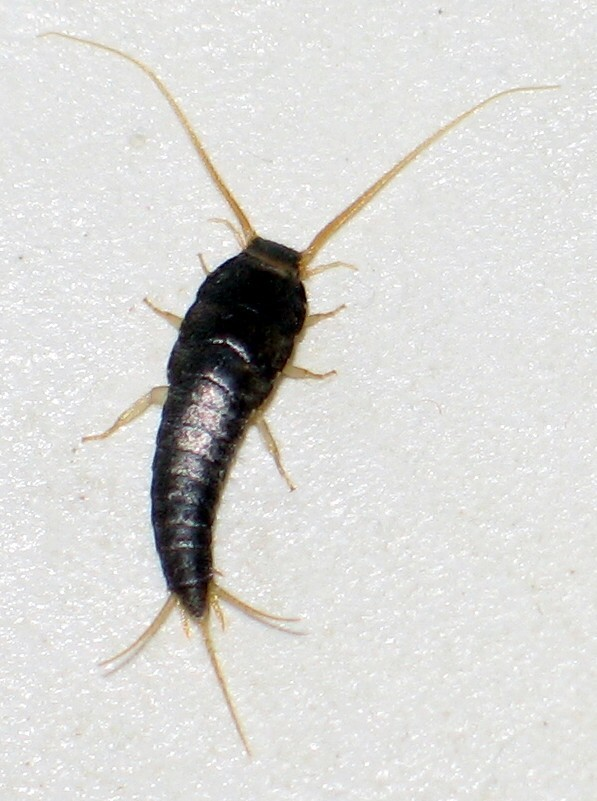
Un lépisme.

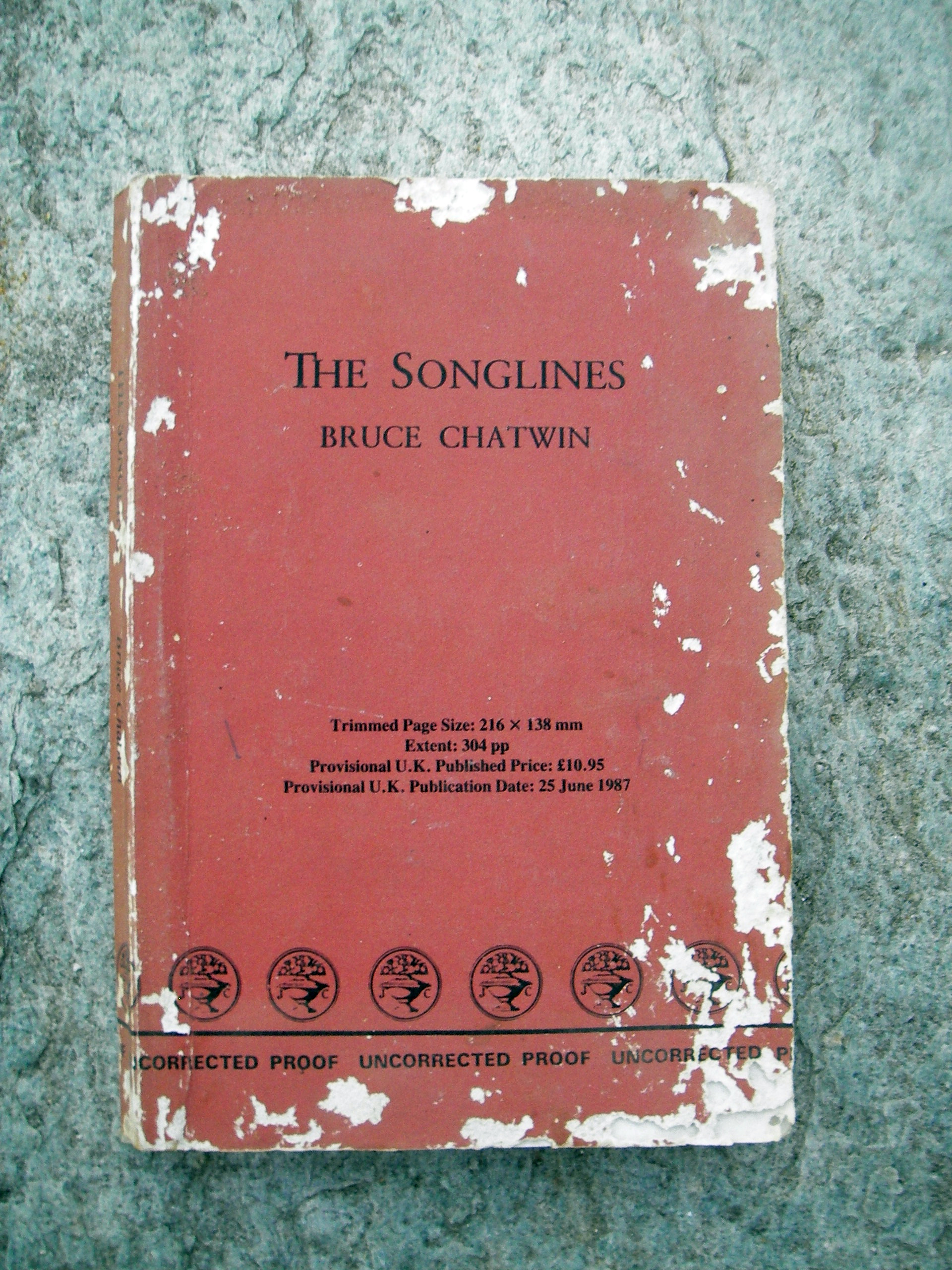
Dommages causés par des poissons d'argent.

Les lépismes ne présentent aucun danger pour l'homme. Ils sont toutefois considérés comme indésirables dans les habitations, ainsi que dans les services d'archives et les bibliothèques du fait des dommages qu'ils causent aux livres et aux liasses de papier. Dans les bibliothèques des monastères, où ils causaient d'importants dégâts, ils étaient considérés comme un symbole du temps qui passe et qui détruit tout.

## Culture populaire
Dans le jeu vidéo Minecraft, les poissons d'argent sont des créatures hostiles grises qui infestent des blocs pierreux (courant dans les chambres de portails de l'End) et en sortent pour attaquer le joueur lorsque leur bloc est détruit.
Le Mandipatte, premier boss de Pikmin 3, est inspiré du poisson d'argent[réf. nécessaire].
Dans l'épisode 15 saison 29 des Simpson, la famille en voit dans la bibliothèque municipale.